# Дмитрієвка (Мартуцький район)
Дми́трієвка (каз. Дмитриевка) — село у складі Мартуцького району Актюбінської області Казахстану. Входить до складу Байторисайського сільського округу.
Населення — 165 осіб (2021; 269 у 2009, 372 у 1999, 518 у 1989).